# Kericho County

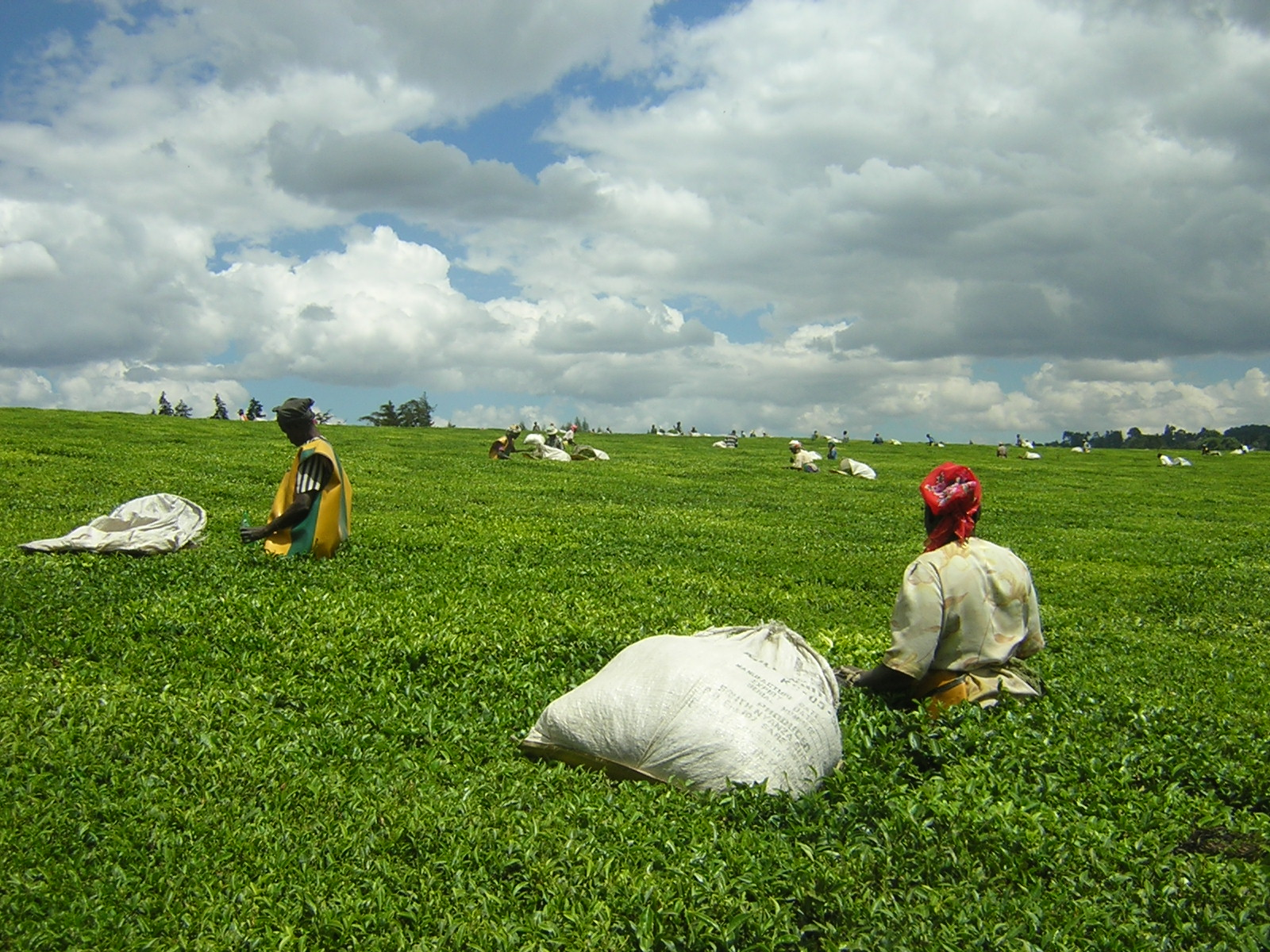
Teepflücker bei Kericho

Kericho County (bis 2010 Kericho District) ist ein County in Kenia. Die Hauptstadt des Countys ist Kericho. Im County lebten 2019 901.777 Menschen auf 2454,5 km². 

## Geografie
Im Kericho County wird hauptsächlich Tee angebaut. Kericho ist das Zentrum des bedeutendsten Teeanbaugebietes in Kenia. Im Kericho County sind die Kipsigis beheimatet, die zum Volk der Kalendjin gehören.

## Gliederung
Das County teilt sich in Councils und Divisionen auf. Es gibt vier Wahlbezirke: Ainamoi, Belgut, Kipkelion und Londiani.
| Sitz der Behörde | Typ      | Einwohner (1999) |
| ---------------- | -------- | ---------------- |
| Kericho          | Gemeinde | 085.126          |
| Londiani         | Stadt    | 037.538          |
| Kipkelion        | Stadt    | 036.324          |
| Kipsigis         | County   | 309.505          |
| Gesamt           | -        | 468.493          |

| Division  | Einwohner (1999) | Hauptstadt |
| --------- | ---------------- | ---------- |
| Ainamoi   | 119.696          | Kericho    |
| Belgut    | 100.325          | Kabianga   |
| Chilchila | 036.983          |            |
| Kipkelion | 064.477          | Kipkelion  |
| Londiani  | 059.441          | Londiani   |
| Sigowet   | 061.778          |            |
| Soin      | 025.793          |            |
| Gesamt    | 468.493          | -          |

## Söhne und Töchter des Kericho County
- Naftali Temu (Nabiba Naftali Temu) (1945–2003), kenianische Langstreckenläuferin und Olympiasieger (5000 m, 10.000 m; 1964 Tokio, 1968 Mexico)
- Erick Keter (* 1966), ehemaliger 400-m-Hürdenläufer
- David Kimutai Rotich (* 1969), Geher
- Joyce Chepchumba (* 1970), Langstreckenläuferin und Olympiateilnehmerin (Bronze)
- Nicholas Kemboi (* 1983),  katarisch-kenianischer Langstreckenläufer
- Edwin Cheruiyot Soi (* 1986), Langstreckenläufer
- Mercy Cherono (* 1991), Langstreckenläuferin, Schwester von Caroline Chepkoech Kipkirui
- Caroline Chepkoech Kipkirui (* 1994), Langstreckenläuferin,  Schwester von Mercy Cherono